# Durazno (departman)
Departman Durazno departman je u središnjem dijelu Urugvaja. Omeđena je na sjeveru s rijekom Río Negro i na jugu s rijekom Yí. Graniči s departmanima Río Negro i Tacuarembón na sjeveru, Treinta y Tresom na jugoistoku, Floresom i Floridom prema jugu te departmanom Cerro Largo na istoku. Sjedište departmana je grad Rivera. Prema popisu stanovništva iz 2011. godine, departman ima 57.088 stanovnika. Godine 1828. departman je osnovan pod nazivom "Entre Ríos Yi y Negro" te je ubrzo kasnije preimenovan u Durazno. Kada je potpisan prvi Ustav Urugvaja (1830.), Durazno je bio jedan od devet izvornih departmana Republike.

## Stanovništvo i demografija
Prema popisu stanovništva iz 2011. godine na području departmana živi 57.088 stanovnika (28.216 muškaraca i 28.872 žene) u 23.023 kućanstava.
- Prirodna promjena: 0.696 ‰
  - Natalitet: 15,62 ‰
  - Mortalitet: 8,08 ‰
- Prosječna starost: 31,3 godina
  - Muškarci: 30,6 godina
  - Žene: 32,1 godina
- Očekivana životna dob: 78,24 godine
  - Muškarci: 74,34 godine
  - Žene: 82,12 godine
- Prosječni BDP po stanovniku: 7.934 urugvajskih pesosa mjesečno
- Izvor: Statistička baza podataka 2010.[2]

| Grad             | Stanovništvo |
| ---------------- | ------------ |
| Durazno          | 34.368       |
| Sarandí del Yí   | 7.176        |
| Villa del Carmen | 2.692        |
| La Paloma        | 1,443        |
| Centenario       | 1.136        |
| Cerro Chato      | 1.124        |
| Santa Bernardina | 1.094        |
| Blanquillo       | 1.084        |

| Naselje       | Stanovništvo |
| ------------- | ------------ |
| Carlos Reyles | 976          |
| San Jorge     | 502          |
| Baygorria     | 161          |

## Vanjske poveznice
- (šp.) Departman Durazno - službene stranice